# 割 (相撲)
大相撲でいう割（わり）は取組のこと。また取組を書いた紙も割（正式には割紙、または幕内、十両だけのものは「小割」「顔ぶれ」とも呼ぶ）。相星同士の力士の間で、優勝決定戦は割は組まれるものの、正式な取組とはされない。あくまでも本場所の取組に限ることで、「割」とは本割の略称ともいえる。

## 概要
取組を編成することを「割を組む」という。本場所における正規の取組を「本割」と言い、公式な勝敗はこの本割だけが対象になる。
また、横綱対大関・大関同士・大関対関脇などの対戦を、消滅させることを「割り崩し」と言い、一度編成した取組を、組み替えることを「割り返し」と言う。

## 割り崩し
横綱・大関同士は、休場などで対戦が不可能な場合を除き、毎場所必ず対戦が組まれることが慣例である。
しかし、通常、上位力士とは当たらない平幕の下位力士が、終盤まで優勝争いに絡んできた場合には横綱・大関との取組を組み、本来組まれるはずの横綱対大関・大関同士・大関対関脇などの対戦を消滅させることがある。これを「割り崩し」や「割を崩す」または「割を壊す」という。平成まではあまり見られなかったが、令和になってからはそのような事例が頻繁に起こっている。
| 年                 | 場所 | 割り崩された取り組み | 割り崩された取り組み | 理由                                           |
| 年                 | 場所 | 東方力士             | 西方力士             | 理由                                           |
| ------------------ | ---- | -------------------- | -------------------- | ---------------------------------------------- |
| 2019年（令和元年） | 夏   | 豪栄道               | 髙安                 | 朝乃山が好成績で豪栄道戦が組まれたため。       |
| 2020年（令和2年）  | 初   | 貴景勝               | 豪栄道               | 徳勝龍が好成績で貴景勝戦が組まれたため。       |
| 2020年（令和2年）  | 春   | 白鵬                 | 貴景勝               | 碧山が好成績で白鵬戦が組まれたため。           |
| 2021年（令和3年）  | 夏   | 正代                 | 照ノ富士             | 逸ノ城が好成績で照ノ富士戦が組まれたため。     |
| 2021年（令和3年）  | 秋   | 正代                 | 貴景勝               | 妙義龍が好成績で貴景勝戦が組まれたため。       |
| 2021年（令和3年）  | 九州 | 照ノ富士             | 正代                 | 阿炎が好成績で照ノ富士戦が組まれたため。       |
| 2022年（令和4年）  | 初   | 照ノ富士             | 正代                 | 阿炎が好成績で照ノ富士戦が組まれたため。       |
| 2022年（令和4年）  | 春   | 正代                 | 御嶽海               | 髙安、琴ノ若が好成績で、大関戦が組まれたため。 |
| 2022年（令和4年）  | 秋   | 貴景勝               | 御嶽海               | 錦富士が好成績で貴景勝戦が組まれたため。       |
| 2022年（令和4年）  | 九州 | 貴景勝               | 正代                 | 王鵬が好成績で、大関戦が組まれたため。         |
| 2023年（令和5年）  | 秋   | 霧島                 | 貴景勝               | 髙安が好成績で、霧島戦が組まれたため。         |
| 2023年（令和5年）  | 九州 | 豊昇龍               | 霧島                 | 熱海富士が好成績で、霧島戦が組まれたため。     |
| 2024年（令和6年）  | 春   | 霧島                 | 豊昇龍               | 尊富士が好成績で、大関戦が組まれたため。       |

このような事例が生じたのは昭和40年代以降で、それまでは幕内下位の力士がいくら勝ち進んでも、割を崩さずに済む場合も含めて横綱、大関と対戦させること自体なかった。ただし、横綱同士の割を崩すことは通常行なわない。

## 割り返し
一度編成した取組を、休場力士が出たりしたために組み替えることがある。これを「割り返し（割返し）」という。かつて長谷川が幕下上位だった時に叔父の四季の花と割が組まれたが、四季の花の師匠である宮城野親方（元横綱吉葉山）が「十両昇進がかかる大事な場所で親戚同士を対戦させてあらぬ疑いでもかかっては困る」と割返しを求め、これが認められて対戦を回避した例がある（現在の規則では本割で甥と叔父の対戦は組まれない）。
幕内での割り返しはあまり見られないものの、2015年（平成27年）3月場所初日に、東横綱・鶴竜が左肩の怪我が悪化、初日の西前頭筆頭・逸ノ城戦は不戦敗・休場となった。その事情により、同場所2日目の鶴竜－西小結・妙義龍戦を含めて急遽割り返しが行われたが、これは2014年（平成26年）5月場所3日目以来5場所振りとなる取組の組み直しだった。
2017年（平成29年）3月場所で東横綱・白鵬が5日目の取り組み直後に古傷の右足親指のねんざと右太ももの筋肉損傷で休場したため、同場所6日目の白鵬－西前頭2枚目・貴ノ岩戦を含めて、急きょ割り返しが行われた。 ただし2012年（平成24年）5月場所の千秋楽では、東大関3枚目・琴欧洲が不戦敗・休場となった際、協会側のコメントに「せめて前日の14日目夜迄に休場届を提出すれば割り返しにする可能性が有ったのに」とあり、重要な取組の場合は有り得るとの見解である。この時の対戦相手は11勝3敗で優勝争い先頭集団の一角だった東前頭4枚目・栃煌山で、本割の不戦勝が優勝決定の一番に成るという事態も起こりえた。
2018年（平成30年）7月場所では西横綱・白鵬が4日目の取組前に右足の故障を理由に突然休場を決め、その休場の届け出が当日の14時頃だったため、日本相撲協会審判部は既に組んでいた5日目の取組割を変更する割り返しを急遽行うこととなった。
2019年（令和元年）11月場所では東横綱・鶴竜が初日の朝になって突如休場を発表。初日の幕内取組の割り返しはさすがに行われず、初日の鶴竜の相手の小結・朝乃山は初日は不戦勝となり、既に決まっていた2日目の幕内取組が割返しを実施する ｡ さらに、西大関・髙安が中日に幕内土俵入りをこなしたものの、腰痛を理由に急遽休場を決断したことから、日本相撲協会審判部は9日目に割返しを行った。
2020年（令和2年）7月場所では、7日目に東前頭5枚目・阿炎（錣山部屋）が突然休場を発表。この日の阿炎の対戦相手だった西関脇・御嶽海が不戦勝となったのみならず、師匠の錣山からの休場届出と協会からの発表が14時を回っており、既に8日目の取組編成が行われた後で阿炎の対戦相手が西大関・朝乃山と決まっていた為、急遽割返しが行われた。